# 崔斗天
崔 斗天（チェ・ドゥチョン、朝鮮語: 최두천、1887年8月7日 - 没年不詳）は、日本統治時代の朝鮮の警察官。
本名は崔 柱天（チェ・ジュチョン、최주천）。本籍は平安北道宣川郡宣川面。

## 生涯
1887年8月7日に生まれた。1915年5月3日、平安北道新義州警察署の巡査部長を務め、1920年5月7日より大韓独立団に所属する鄭喜澤や鄭泰和などの中国国境で活動していた独立運動家の逮捕、検挙を行った。1922年、大韓民国臨時政府要員であった崔明植に対する捜査を進めている途中に独立運動家の黄壬性を逮捕し、取り調べを行った。 1923年から1937年まで平安北道新義州警察署で勤務し、1923年から1924年まで警部補を務め、亀城警察署で1925年から1926年まで警部補を務め、博川警察署警部補（1927年〜1929年）、義州警察署警部（1930年）、満浦警察署警部（1931年~1937年）を歴任した。平安北道満浦警察署警部として在職中の1931年から1934年まで中国国境で活動していた抗日勢力に対する武力弾圧に加担する一方、軍隊出動と軍需品調達業務を遂行した。1934年、日本政府から満州事変従軍記章と勲八等瑞宝章を受け、1935年朝鮮総督府から施政25周年記念表彰を受けた。 
1936年、満洲事変への協力で功労が認められ、日本政府の満州事変行賞で勲労乙に上申された。没年不明。
民族問題研究所の親日人名辞典収録者名簿の警察部門、親日反民族行為真相糾明委員会が発表した親日反民族行為705人名簿に掲載された。